# 井出卓也
井出卓也（日语：／ Ide Takuya，1991年3月12日—）是一位日本男演員、歌手，出身於東京都，為SPACE CRAFT Entertainment旗下的藝人。前“可可亞男”组合成员。身高174cm，体重58kg。因NHK教育电视台《天才儿童WIDE》、《天才兒童MAX》2001年度－2004年度TV戰士而被人所知。